# Réserve naturelle régionale de l'étang d'Amel
La réserve naturelle régionale de l'étang d'Amel (RNR180) est une réserve naturelle régionale située en Lorraine dans la région Grand Est. Classée en 2006, elle occupe une surface de 147 hectares et protège un étang de la Woëvre.

## Localisation

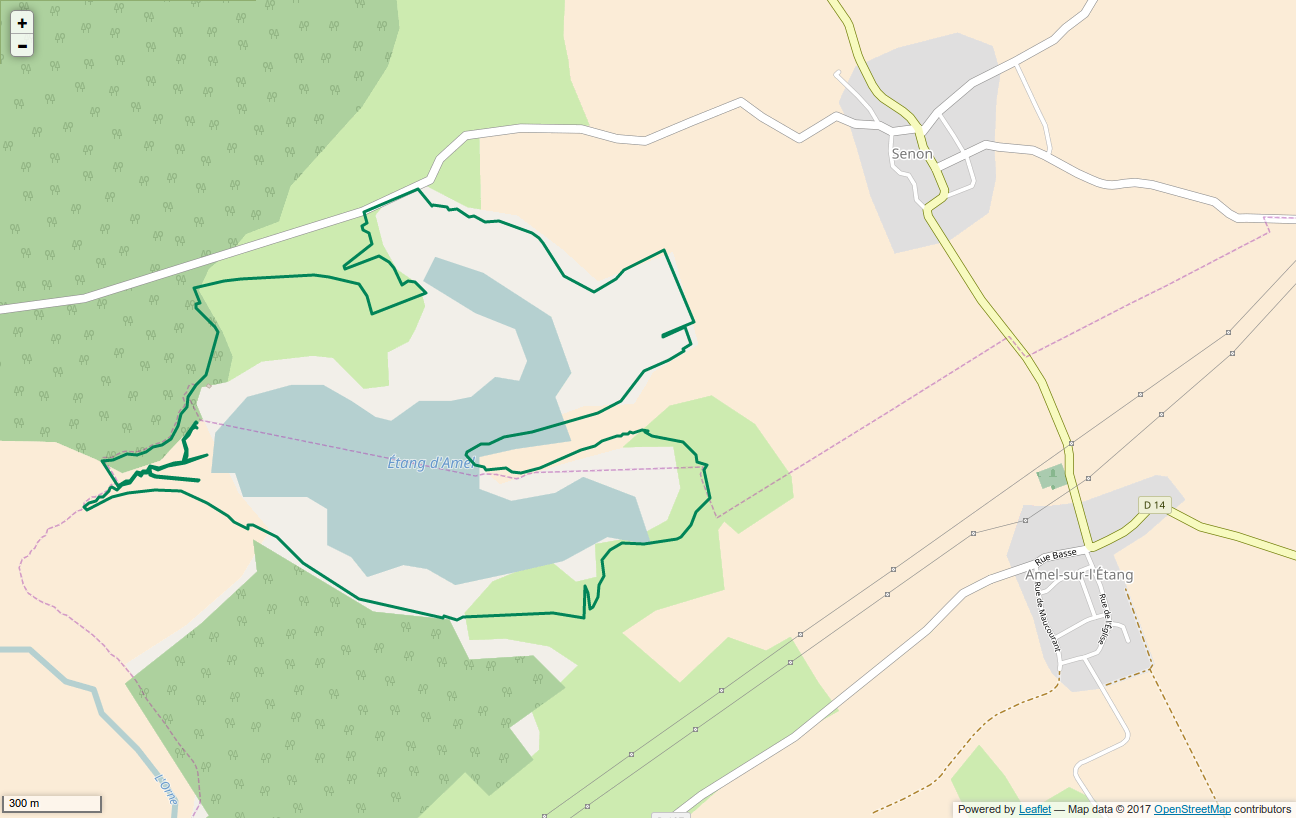
Périmètre de la réserve naturelle.

Le territoire de la réserve naturelle régionale est dans le département de la Meuse, sur les communes d'Amel-sur-l'Étang et Senon. Il occupe 146,59 ha autour de l'étang d'Amel.

## Histoire du site et de la réserve
L'étang a été aménagé par les moines au XIIIe siècle pour la pisciculture.
En 1998, le Conservatoire d'espaces naturels de Lorraine (CEN Lorraine) a acheté l'étang et des prairies riveraines. En 2006, le conseil régional de Lorraine classe l'étang en réserve naturelle régionale (RNR). Il s'agit de la première RNR de France. Elle inclut les parcelles du CEN Lorraine, des parcelles communales de Senon et d'Amel-sur-l'étang, et des parcelles privées.

## Écologie (biodiversité, intérêt écopaysager…)
L'étang d'Amel est l'un des derniers étangs sauvage de la Woëvre. Ses roselières servent de refuge pour de nombreux oiseaux. Des mares périphériques accueillent également une grande variété d'amphibiens.

### Flore
La flore compte 5 plantes protégées dont la Grande douve, le Séneçon des marais et le Potamot à feuilles aigües.

### Faune
L'avifaune compte une centaine d'espèces dont le Butor étoilé, le Blongios nain, le Busard des roseaux et la Rousserolle turdoïde.
On trouve sur le site 34 espèces de libellules, des papillons comme le Cuivré des marais et des amphibiens (Rainette verte, Grenouille verte, Grenouille rousse, Crapaud commun et 4 espèces de tritons : ponctué, alpestre, crêté et palmé).

## Intérêt touristique et pédagogique
Un sentier pédagogique est en place autour de la réserve naturelle. Il comporte deux observatoires. Un carnet de découverte présentant le sentier et la réserve naturelle a été édité.

## Administration, plan de gestion, règlement
La réserve naturelle est gérée par le Conservatoire d'espaces naturels de Lorraine. 
Le plan de gestion couvre la période 2012-2017. Il a été validé par le CSRPN de la région Lorraine le 3 juillet 2012.

### Outils et statut juridique
La réserve naturelle a été créée par une délibération du Conseil régional de Lorraine le 30 juin 2006 pour une durée de 12 ans reconductible.
Le site fait partie de la Zone de protection spéciale « Forêts et Zones Humides du Pays de Spincourt ».